# Rombe auri

El rombe auri.

En geometria, un rombe auri —també anomenat rombe daurat o rombe d'or— és un rombe caracteritzat per les seves diagonals que estan en la proporció {\displaystyle {\frac {p}{q}}=\varphi \!}, on {\displaystyle \varphi \!} és el nombre auri.

## Elements
Els angles interns del rombe són
{\displaystyle 2\arctan {\frac {1}{\varphi }}=\arctan {2}\approx 63.43495} graus
{\displaystyle 2\arctan \varphi =\arctan {1}+\arctan {3}\approx 116.56505} graus, que també és l'angle diedre del dodecaedre
La longitud del costat del rombe auri amb diagonal curta {\displaystyle q=1} és
{\displaystyle {\begin{array}{rcl}e&=&{\tfrac {1}{2}}{\sqrt {p^{2}+q^{2}}}\\&=&{\tfrac {1}{2}}{\sqrt {1+\varphi ^{2}}}\\&=&{\tfrac {1}{4}}{\sqrt {10+2{\sqrt {5}}}}\\&\approx &0.95106\end{array}}}
Un rombe auri amb longitud dels costats unitat, té longituds diagonals
{\displaystyle {\begin{array}{rcl}p&=&{\frac {\varphi }{e}}\\&=&2{\frac {1+{\sqrt {5}}}{\sqrt {10+2{\sqrt {5}}}}}\\&\approx &1.70130\end{array}}}
{\displaystyle {\begin{array}{rcl}q&=&{\frac {1}{e}}\\&=&4{\frac {1}{\sqrt {10+2{\sqrt {5}}}}}\\&\approx &1.05146\end{array}}}

## Poliedres
Diversos poliedres notables tenen rombes auris com a cares, incloent:
- Els dos romboedres auris (amb sis cares cadascun)
- El dodecaedre de Bilinski (amb 12 cares)
- L'icosaedre ròmbic (amb 20 cares)
- El triacontaedre ròmbic (amb 30 cares)
- El hexacontaedre ròmbic no convex (amb 60 cares)

Els primers cinc d'aquests són els únics poliedres convexos amb cares de rombes auris, però existeixen infinits poliedres no convexos que tenen aquesta forma per a totes les seves cares.

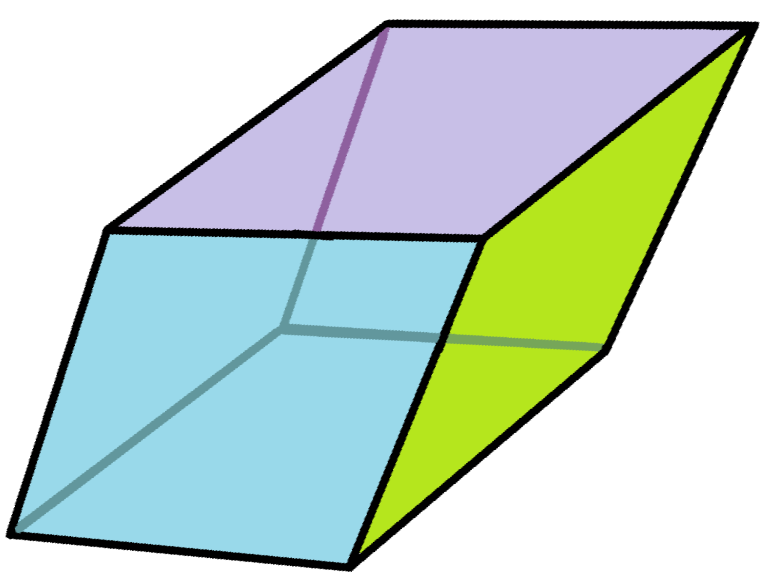
Romboedre auri agut
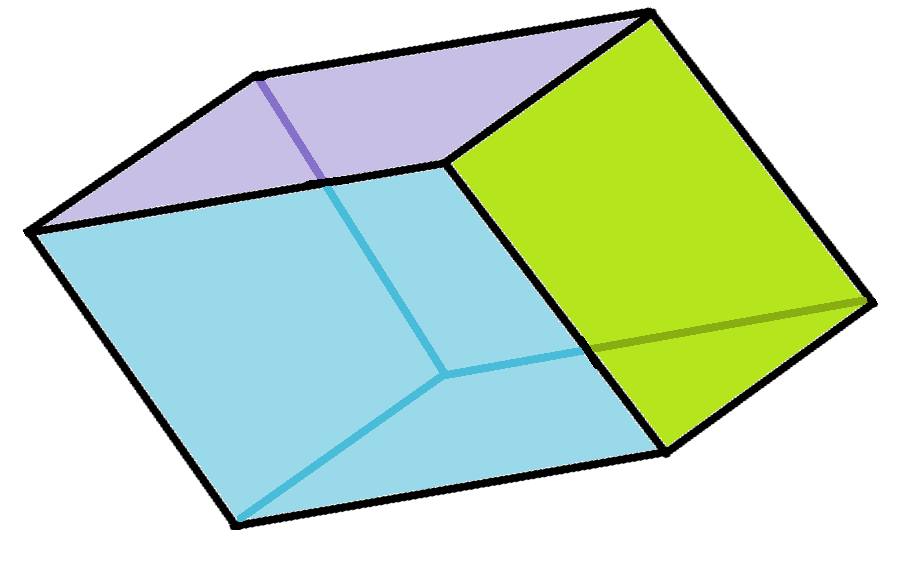
Romboedre auri obtús
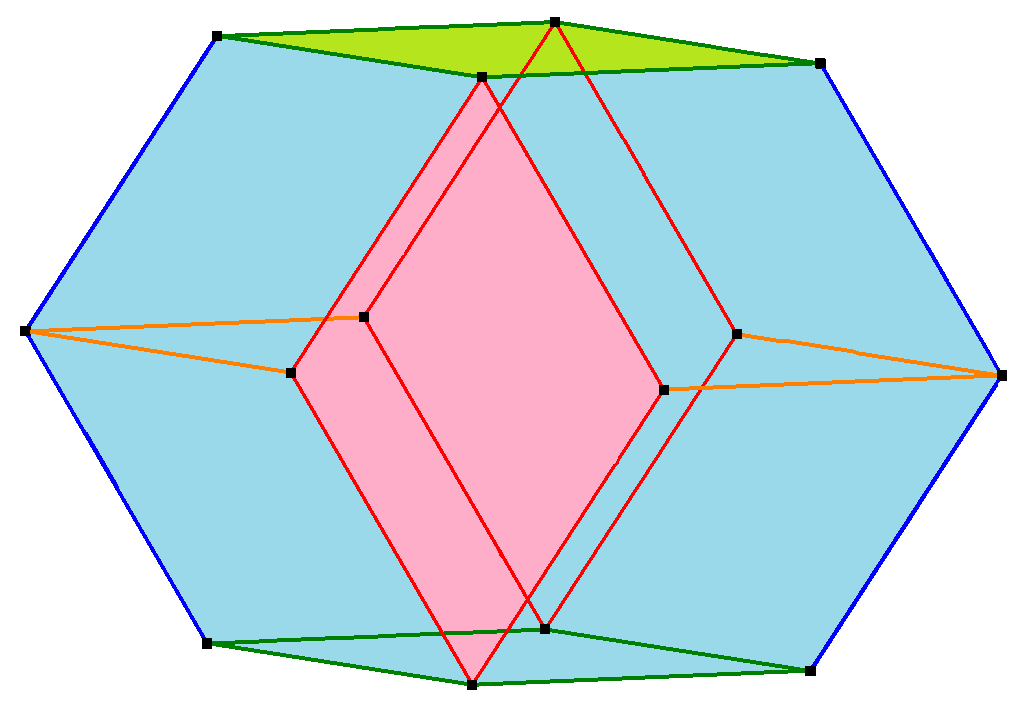
Dodecaedre de Bilinski

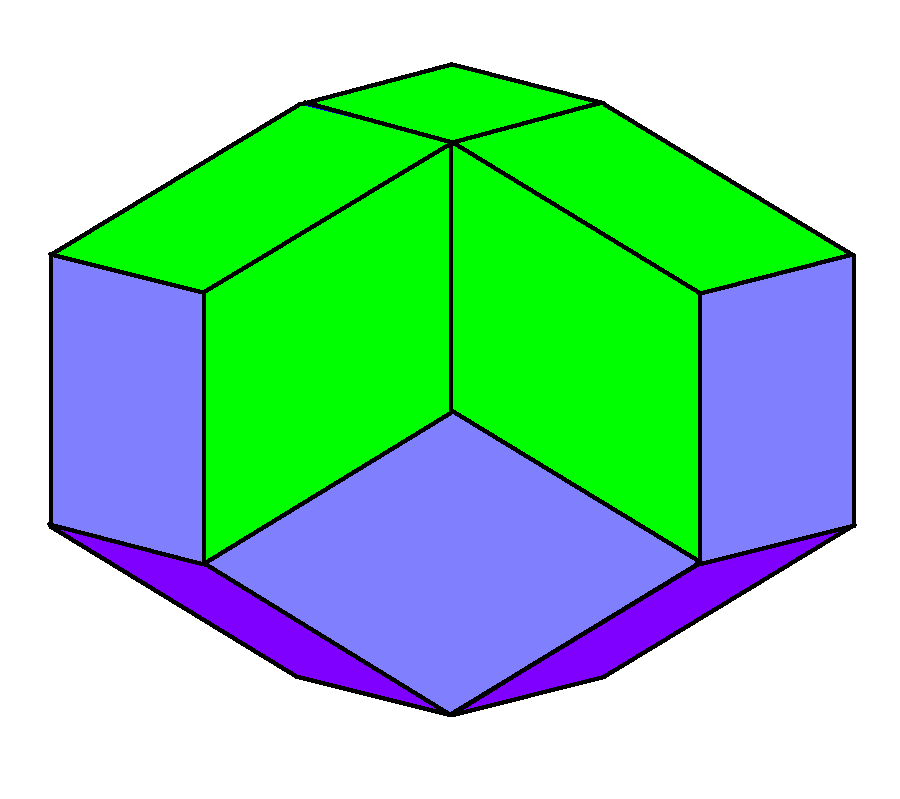
Icosaedre ròmbic
Triacontaedre ròmbic
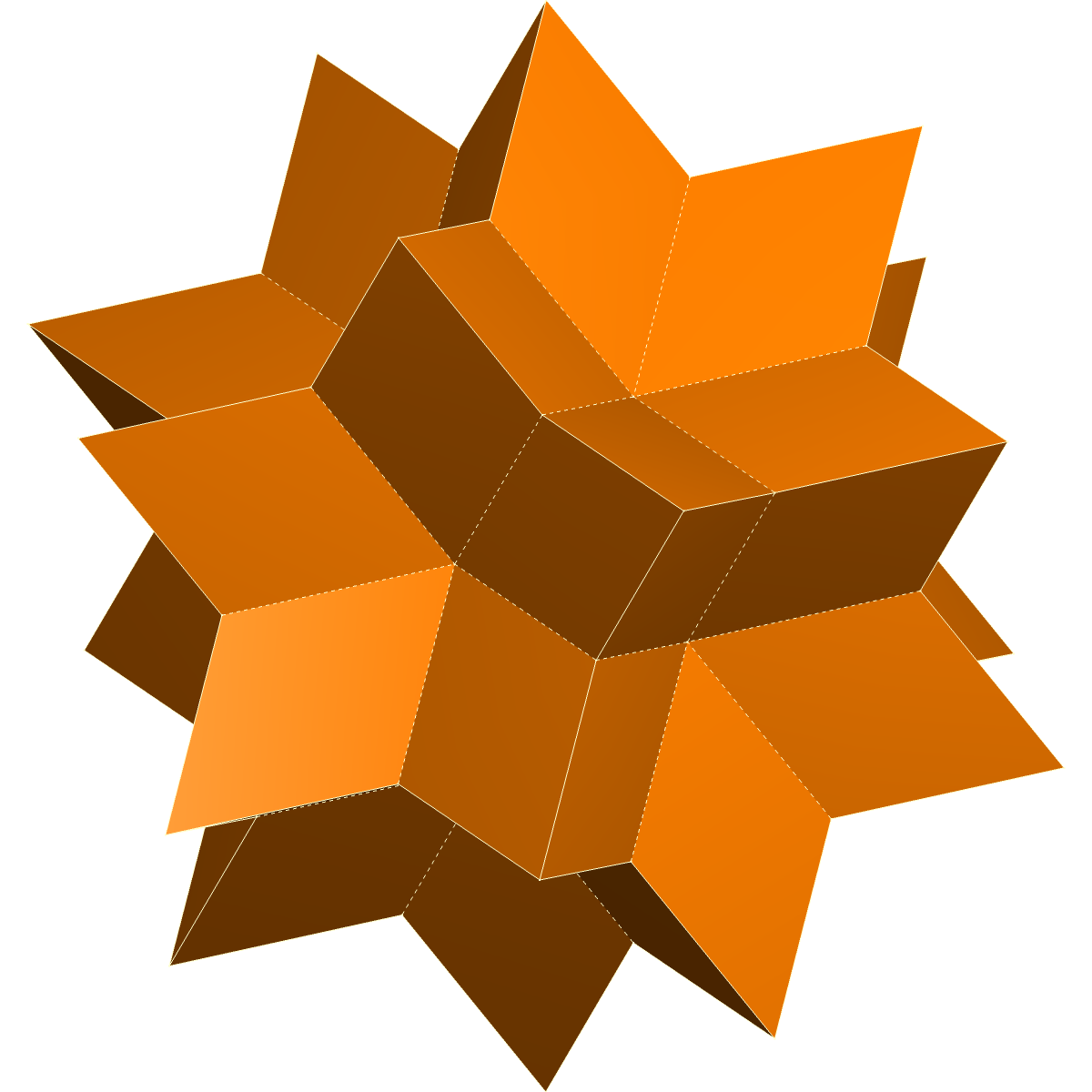
Hexacontaedre ròmbic